# (19568) Rachelmarie
(19568) Rachelmarie (1999 KY14) – planetoida z pasa głównego asteroid okrążająca Słońce w ciągu 3,46 lat w średniej odległości 2,29 j.a. Odkryta 18 maja 1999 roku.